# Metrischer Zusammenhang
Ein metrischer Zusammenhang beziehungsweise ein mit der Metrik kompatibler Zusammenhang ist ein mathematisches Objekt aus der Differentialgeometrie. Es handelt sich um einen Spezialfall eines Zusammenhangs.

## Definition
Sei {\displaystyle (M,{\tilde {g}})} eine riemannsche Mannigfaltigkeit und sei {\displaystyle (E\to M,g)} ein Vektorbündel mit (induzierter) Metrik {\displaystyle g}. Ein Zusammenhang {\displaystyle \nabla } auf {\displaystyle E} heißt metrischer Zusammenhang, wenn für alle Schnitte {\displaystyle X,Y,Z\in \Gamma (E)}
{\displaystyle (\nabla _{X}g)(Y,Z)=0}
gilt. 
Die Metrik ist also kovariant konstant bezüglich des metrischen Zusammenhangs. Aus dieser Eigenschaft folgt für alle {\displaystyle X,Y,Z\in \Gamma (E)}
{\displaystyle X(g(Y,Z))=g(\nabla _{X}Y,Z)+g(Y,\nabla _{X}Z).}

## Beispiele
Das bekannteste Beispiel eines metrischen Zusammenhangs ist der Levi-Civita-Zusammenhang. In diesem Fall ist das Vektorbündel das Tangentialbündel {\displaystyle TM} an {\displaystyle M} mit der riemannschen Metrik von {\displaystyle M}. Da zu jeder riemannschen Mannigfaltigkeit genau ein Levi-Civita-Zusammenhang existiert, gibt es insbesondere mindestens einen metrischen Zusammenhang auf einer riemannschen Mannigfaltigkeit.

## Affiner Raum
Sei {\displaystyle (E\to M,g)} ein Vektorbündel mit Metrik {\displaystyle g,} dann ist die Menge {\displaystyle X} der metrischen Zusammenhänge auf {\displaystyle E} ein nichtleerer affiner Raum modelliert mit den (vektorwertigen) 1-Formen aus {\displaystyle {\mathcal {A}}^{1}(M,\operatorname {End} (E)),} d. h., es gibt eine Abbildung 
{\displaystyle l:{\mathcal {A}}^{1}(M,\operatorname {End} (E))\times X\to X,}
so dass mit der Notation {\displaystyle \omega +\nabla :=l(\omega ,\nabla )}
1. für jedes {\displaystyle \nabla \in X} die Gleichung {\displaystyle 0+\nabla =\nabla } gilt,
2. für jedes {\displaystyle \omega ,\nu \in {\mathcal {A}}^{1}(M,\operatorname {End} (E))} und für alle {\displaystyle \nabla \in E} das Assoziativgesetz {\displaystyle (\omega +\nu )+\nabla =\omega +(\nu +\nabla )} gilt und
3. für alle {\displaystyle \nabla \in X} die Abbildung {\displaystyle \omega \mapsto \omega +\nabla } bijektiv ist.